# Renea gormonti
Renea gormonti е вид коремоного от семейство Aciculidae. Видът е световно застрашен, със статут Уязвим.

## Разпространение
Разпространен е във Франция.